# Issime
Issime är en ort och kommun i regionen Aostadalen i nordvästra Italien. Kommunen hade 413 invånare (2017) och har italienska, franska och tyska som officiella språk.